# Mirjana Hrga
Mirjana Hrga (Bjelovar, 17. rujna 1971.) hrvatska je novinarka, televizijska voditeljica i poduzetnica.
Rodila se u Bjelovaru, 17. rujna 1971. godine. Njen otac došao je iz Livna u Zagreb s 14 godina. Živjela je u Bjelovaru do 18 godine. Diplomirala je na Fakultetu političkih znanosti u Zagrebu, gdje je kasnije upisala i postdiplomski studij Međunarodnih političkih studija.

## Novinarska karijera
Svoju novinarsku karijeru započinje 1994. godine na Hrvatskoj radioteleviziji (HRT) gdje provodi devet godina, tijekom kojih vodi informativnu emisiju „Motrišta” (1996. - 2000.).
Godine 2003. ostvaruje jedan od prvih značajnih novinarskih transfera u Hrvatskoj prelaskom na Novu TV, gdje je uređivala i vodi laemisije „Vijesti”, „Dnevnik”, „Epicentar” i „10 do 8”. Nakon pet godina napušta Novu TV.
Značajan preokret u karijeri događa se 2011. godine kada postaje dio Al Jazeera Balkans, gdje izvještava s brojnih svjetskih kriznih žarišta. Tijekom petogodišnjeg rada pratila je razvoj ekonomske krize u Grčkoj, ratni sukob u Ukrajini te izvještavala iz Vatikana, Libanona, Sirije i Gaze. Posebno se ističe njezino izvještavanje iz ukrajinskog grada Slavjanska pod kontrolom proruskih separatista.
Godine 2015. vraća se u Hrvatsku i pridružuje se RTL televiziji kao voditeljica i urednica emisije „RTL Danas”. Nakon dvije godine prekida suradnju s RTL-om te se povlači iz novinarstva. Kasnije djeluje kao savjetnica tadašnje predsjednice Republike Hrvatske Kolinde Grabar-Kitarović.
Autorica je dokumentarnog filma „Pravi put” koji prikazuje osvajanje prve hrvatske olimpijske medalje - rukometnog zlata na Olimpijskim igrama u Atlanti 1996. Film je premijerno prikazan na „High 5 Sport Film & Media Festivalu” u Zadru.

## Privatni život
Bila je u dugogodišnjoj vezi sa sportskim novinarom Sašom Sušecom. Godine 2008. udaje se za oftalmologa Deana Šarića, no brak završava razvodom 2013. godine. Od 2015. godine u braku je s odvjetnikom Stašom Stefanovićem.
Nakon povlačenja iz novinarstva okreće se poduzetništvu. Kupuje i renovira kuću u Osoru na otoku Cresu, gdje otvara restoran sa suprugom.